# Protandrena nudescens
Protandrena nudescens är en biart som beskrevs av Timberlake 1976. Protandrena nudescens ingår i släktet Protandrena och familjen grävbin. Inga underarter finns listade i Catalogue of Life.